# NGC 7011
NGC 7011 – grupa gwiazd znajdująca się w gwiazdozbiorze Łabędzia, prawdopodobnie gromada otwarta. Odkrył ją John Herschel 19 września 1829 roku. Znajduje się w odległości ok. 4 tys. lat świetlnych od Słońca oraz 27,9 tys. lat świetlnych od centrum Galaktyki.